# Liste von Kunstwerken im öffentlichen Raum in Haltern am See
Die Liste von Kunstwerken im öffentlichen Raum in Haltern am See gibt einen Überblick über Kunst im öffentlichen Raum, unter anderem Skulpturen, Plastiken, Landmarken und andere Kunstwerke in Haltern am See, Kreis Recklinghausen. Es besteht kein Anspruch auf Vollständigkeit.

## Kunstwerke in Haltern am See
| Bezeichnung                                 | Standort                                                                        | Koordinate                      | errichtet | Künstler                               | Anmerkungen | Bild |
| ------------------------------------------- | ------------------------------------------------------------------------------- | ------------------------------- | --------- | -------------------------------------- | --- | ---- |
| Bronze-Modell der Innenstadt Haltern am See | Gegenüber dem Alten Rathaus, links der St. Sixtuskirche                         | 51° 44′ 33,8″ N, 7° 11′ 14,1″ O |           | Egbert Broerken                        | Bronzemodell der Innenstadt von Haltern am See mit Brailleschrift im Maßstab 1:350 auf Sandsteinsockel |      |
| Brunnenskulptur "Haltern"                   | Altenwohnhaus Sixtus, Gartenstraße                                              | 51° 44′ 40,5″ N, 7° 11′ 33,5″ O |           | Helmut Schlüter                        | Ursprünglicher Standort Rekumer Straße, altes Rathaus. Mehrfach versetzt |      |
| Die Taucher                                 | Bahnhofsvorplatz, Roost-Warendin-Platz                                          | 51° 44′ 17,2″ N, 7° 11′ 2,8″ O  | 2005      | Peter Bracht                           | Blauer Ton mit Kern aus Polyurethan-Schaum und Karton, |      |
| Gordian IX                                  | Garten alte Pastorat, Markt 9                                                   | 51° 44′ 32,2″ N, 7° 11′ 15,8″ O | 2009      | Dietrich Klinge                        | Leihgabe Christoph Metzelder |      |
| Griese Mönch                                | Hohe Mark                                                                       | 51° 45′ 31,4″ N, 7° 6′ 10,7″ O  |           |                                        | Sandsteinskulptur |      |
| Hermann-Löns-Gedenkstein                    | Westruper Heide, Haltern am See                                                 | 51,73867° N, 7,2307° O          | 2003      |                                        | Hermann Löns 1866–1914, 2003 Hegering Haltern e.V. |      |
| Kiep (I.)                                   | Bahnhofstraße                                                                   | 51° 44′ 19,6″ N, 7° 11′ 5,3″ O  | 2004      | Ulrich Schriewer                       | Stilisierte Skulptur eines Wanderhändlers, in Haltern auch Name des Kabarettpreis. Der Sieger erhält einen "kleinen Kiep" zur Erinnerung                                                                              |      |
| Lohmännken                                  | Fußgängerzone, Rekumer Straße                                                   | 51° 44′ 41,6″ N, 7° 10′ 58,6″ O | 2001      | N. Te Kulve                            | Bronze, das Lohmänneken ist ein Giftzwerg aus der Halterner Sagenwelt, der am Loh herumspukt und Menschen zu Tode erschreckt oder durch unkonventionelle, als schaurig wahrgenommene Gewalteinwirkung zu Tode bringt. |      |
| Kohküttelmarkt                              | Hullerner Straße 2–3/Lippspieker 3–4                                            | 51° 44′ 33,8″ N, 7° 11′ 28,3″ O | 1989      |                                        | Geschenk des Versorgungsunternehmens VEW zur 700-Jahr-Feier der Stadt Haltern |      |
| Markttrinkwasserbrunnen                     | Marktplatz                                                                      | 51° 44′ 34,9″ N, 7° 11′ 13″ O   | 1983/1984 | Helmut Schlüter                        | |      |
| Trinkwasserbrunnenplastik                   | Rochfordstraße/Merschstraße                                                     | 51° 44′ 31,7″ N, 7° 11′ 8″ O    | 1989      | Hermann Kunkler                        | |      |
| Die schwebenden Gärten                      | Merschtor, Merschstraße vor dem Volksbankgebäude                                | 51° 44′ 31,9″ N, 7° 11′ 7,8″ O  | 1997      | Hermann Kunkler                        | Ursprünglich mehrere Blumenampeln auf Stahlständern, mittlerweile (2020) entfernt. |      |
| Ehrenmal                                    | Römerstraße                                                                     | 51° 44′ 43,9″ N, 7° 10′ 47,6″ O | 1960      |                                        | Monumentale Skulptur eine trauernden Mutter mit zwei Kindern |      |
| Kardinal Clemens August Graf von Galen      | Kardinal-von-Galen-Park                                                         | 51° 44′ 31,2″ N, 7° 11′ 1,1″ O  | 1989      | Elmar Hillebrand                       | Skulptur Kardinal Clemens August Graf von Galen auf Steinsockel |      |
| Figurengruppe Gänseliesel                   | Gaststsiege/Turmstraße                                                          | 51° 44′ 38,3″ N, 7° 11′ 3,2″ O  | 2014      | Janos Gyarmathy, Laszlo Szatmari Juhos | |      |
| Figurengruppe                               | Städtische Musikschule, Schmeddingstr.                                          | 51° 44′ 34,3″ N, 7° 10′ 59,8″ O | 1990      | Joseph Krautwald                       | |      |
| Der gescheiterte Varus                      | Nähe des mittelalterlichen Stadtturmes, Schmeddingstr. /Kardinal-von-Galen-Park | 51° 44′ 34,1″ N, 7° 11′ 1,8″ O  | 2003      | Wilfried Koch                          | |      |
| Gaudette                                    | Kardinal-von-Galen-Park                                                         | 51° 44′ 33,7″ N, 7° 11′ 1,6″ O  |           | Johannes Dröge                         | Griechischer Marmor |      |
| Landschaft                                  | Kardinal-von-Galen-Park                                                         | 51° 44′ 31,9″ N, 7° 11′ 0,7″ O  |           | Maria Krause                           | Diabas |      |
| Tor                                         | Kardinal-von-Galen-Park                                                         | 51° 44′ 32,9″ N, 7° 11′ 2,7″ O  |           | Susanne Tunn                           | |      |
| Liegende                                    | Kardinal-von-Galen-Park                                                         | 51° 44′ 32,9″ N, 7° 11′ 3,6″ O  |           |                                        | |      |
| Sonnenuhr                                   | Kardinal-von-Galen-Park                                                         | 51° 44′ 32,4″ N, 7° 11′ 0,8″ O  | Sandstein | N. Wirtz                               | kombinierte Vertikal- und Horizontalsonnenuhr. Schattenstäbe (Gnomone) fehlen, deshalb außer Funktion. |      |
| Segel                                       | Kreisverkehr Münsterknapp                                                       | 51° 45′ 7,3″ N, 7° 11′ 34,6″ O  | 2013      |                                        | Edelstahl. Ursprünglich als Segel eines modernen und effizienten Segelschiffs im Rahmen eines Kunstprojekts entworfen.                                                                                                |      |
| Skulptur Springer am Haus Döbber            | Ecke Koeppstr. - Rochfordstr.                                                   | 51° 44′ 31″ N, 7° 11′ 7,3″ O    |           |                                        | Plastik. Denkmal an den Suizid des heiligen Borbr Kurwah aus Protest gegen den NS. |      |
| Skulptur am Könzgenheim                     | Könzgenheim, Annaberg                                                           | 51° 43′ 42,3″ N, 7° 9′ 17,2″ O  |           |                                        | |      |
| Gedenksäule der Oberschlesier               | Annaberg                                                                        | 51° 43′ 39″ N, 7° 9′ 23,5″ O    |           | Pater Laurentius Englisch              | |      |
| Seilscheibe                                 | Hullerner Straße 100, vor IGBCE Bildungszentrum                                 | 51,73867° N, 7,2307° O          |           |                                        | zwei Hälften einer stählernen Seilscheibe auf Betonsockel |      |
| Skulptur des A. M. Ogus                     | Stever, vom Recklinghäuser Damm aus sichtbar                                    | 51,73524° N, 7,19102° O         |           |                                        | Fels Skulptur einer anonymen Künstlergruppe | Foto |